# Greatest hits Vol. 2 (sastav Film)
Greatest hits Vol. 2 drugi je kompilacijski album zagrebačke rock skupine Film (Jura Stublić i Film), kojeg 1996. godine objavljuje diskografska kuća Croatia Records.
CD kompilacija uz brojne uspješnice sadrži i nanovo snimljene "Neprilagođen", "Moderna djevojka", "Boje su u nama" i jedna nova skladba "Lijepo, lijepo, neopisivo", prepjev pjesme Gianne Nannini 'Bello e impossibile'.

## Popis pjesama
1. "Lijepo, lijepo, neopisivo" 3:29
2. "Neprilagođen" 3:58
3. "Moderna djevojka" 3:46
4. "Uhvati vjetar" 3:48
5. "Rob ljubavi"	3:24
6. "Dom"	4:13
7. "Boje su u nama" 3:48
8. "E, moj druže Beogradski" 4:13
9. "Istina piše na zidu"	3:27
10. "Bili cvitak"	3:57
11. "Ponekad poželim" 3:30
12. "Ljubav je zakon" 3:40

## Vanjske poveznice
- Rateyourmusic - Recenzija albuma